# Кашкуревич Орлен Михайлович
Орлен Михайлович Кашкуревич (біл. Арле́н Міха́йлавіч Кашкурэ́віч; *15 вересня 1929 — †26 серпня 2013) — білоруський художник-графік. Народний художник Білорусі (1973). Лауреат Державної премії Білорусі (1972), Заслужений діяч мистецтв Республіки Білорусь.

## Біографія
Народився в сім'ї службовця. Під час Другої світової війни перебував в евакуації в Саратові. Закінчив Мінське хужожнє училище, відділення графіки Білоруського театрально-художнього інституту (1959). Дипломна робота — ілюстрації до романа ісландського письменника Х. Лакснеса «Атомна станція». В 1959–1969 році викладав у Білоруському державному театрально-художньому інституті. Член Союзу художників СРСР, Білоруської спілки художників. Працював у жанрі станкової графіки, оформляв книги. Запрошений професор ЄГУ. Лауреат десятків міжнародних та національних премій за оформлення книг. Пряці майстра експонувалися в багатьох країнах світу.

## Творчість
Серед праць станкової графіки:
- серія «Місто і люди» (1963–1964)
- серія «Партизани» (1969–1970)
- серія «Купаліана» (на основі образів творів Янки Купали, 1971)
- серія «Блокада» (1979)
- «Присвята Василю Бикову» (триптих, 1984)
- «Споконвічне» (триптих, 1984)
- «Напалм» (диптих, 1985)
- серія «Освітяни» (1989)
- серыя «Святі землі Білоруської» (ад 1993)

Ілюстрації:
- Біблейскія кнігі «Пісня над піснями», «Євангеліє від Луки», « Об'явлення Івана Богослова»
- Оповідання «Курган» Янки Купали (1967)
- Роман «Овід» Етель Войнич (1968)
- Роман «Колоси під серпом твоїм» Володимира Короткевича (1968)
- Роман «Нова земля» (1969)[5]
- Поема «Пісня про зубра» Миколи Гусовського (в перакладі на білоруську мову 1973)
- Драма «Фауст» Гьоте (1976)
- Роман «Дике полювання короля Стаха»Володимира Короткевича (1983)

Портрети історичних діячів Білорусі: Міндовга, Сигізмунда Старого та інших.
Орлен Кашкуревич виконував ілюстрації у техніці офорта, ліногравюри та естампа. За серії станкових робіт «Партизани» та «Купаліана» у 1972 році нагороджений Державною премією Білорусі.

### Виставки
- 2007 «Разом» (спільна виставка, Мінськ)
- 2005 «Concerto Grosso» (персональна виставка, Мінськ)
- 1987 Графіка О. Кашкуревича (персональна виставка, Полоцьк)

## Особисте життя
Одружений. Дружина — Людмила Олександрівна Краснєвська-Кашкуревич, сини — Ігор і Федір Кашкуревичі, також стали художниками.